# Монпти (фильм)
«Монпти́» (нем. Monpti) — немецкий фильм, снятый Хельмутом Койтнером в 1957 году. Экранизация одноимённого романа Габора фон Васари. Главные роли исполнили Роми Шнайдер и Хорст Буххольц.

## Сюжет
В Люксембургском саду в Париже бедный венгерский студент познакомился с 17-летней Анн-Клэр из состоятельной семьи. Она называет его Монпти («Мой маленький»). Влюблённые проводят вместе много времени и очень счастливы. Монпти вскоре обнаружил, что Анн-Клэр не совсем искренна с ним. Разозлившись на девушку за её обман, юноша даёт ей пощёчину и оставляет одну на улице. Догоняя такси, в котором уезжает Монпти, Анн-Клэр попадает под машину. В больнице юноша обещает жениться на своей возлюбленной, но Анн-Клэр вскоре умирает от полученных травм. Параллельно в фильме идёт рассказ о другой паре, чьи циничные отношения контрастируют с основной линией сюжета.

## В ролях
- Роми Шнайдер — Анн-Клэр
- Хорст Буххольц — Монпти
- Мара Лейн — Надин
- Бой Гоберт — второй Монпти
- Йозеф Оффенбах — секретарь редакции
- Хельмут Койтнер — рассказчик